# 月港
月港位于福建漳州九龙江出海处，是明朝民间冲破海禁政策，进行对外贸易的港口，为官方認定的走私贸易中心。至今此港仍有走私者出沒。
明洪武三年（1370年）以后，政府实行海禁政策，福建的正常海上贸易受阻，民间出海贸易被迫转入走私方式。四大明政府認定的走私港口：雙嶼、浯嶼、梅嶺以及月港，其中月港乃最活跃的港口之一。
明朝末年海禁鬆弛，明政府允许民间出海贸易，但嚴查外国商船的进出海贸易，是为「月港制度」：所有出洋的商船，必須從月港出發，並在從月港到廈門的九龍江水道上，接受明政府層層關卡的盤查。也因此，顾炎武在《天下郡国利病书》中，有“闽人通番，皆自漳州月港出洋”之说。
實際上，月港為一內河港口，港道不深，在當時來說出海也不方便。無動力時代的船隻從月港到廈門，需一宿的時間。由於港道不深，大船裝滿貨物以後需用幾條小舟拖曳，大船才能航行。當年明政府為方便管理而一錘定音，又在月港設立了海澄縣，明政府取「海澄」縣名，意思為「海疆澄清」。得益于明政府的照顧，月港迅速繁榮起來，据《海澄县志》记载：「月港自昔号巨镇，店肆蜂房栉蓖，商贾云集，洋艘停泊，商人勤贸，航海贸易诸蕃」，当时已是「农贾杂半，走洋如适市，朝夕皆海供，酬酢皆夷产」，成为「闽南一大都会」。
福建较大规模的有组织的海外移民也从这个时候开始，移民目的地包括台湾、琉球（现日本冲绳）、日本和东南亚、比如菲律宾。
值得一提的是，月港是煙草最早傳入中國的港口。當年由一福建商人陳振龍于呂宋（菲律宾）經商時，把其帶回福建，于月港附近的石碼種植。